# Campionati tedeschi di slittino 2020
I Campionati tedeschi di slittino 2020 furono la centesima edizione della rassegna nazionale dello slittino, manifestazione organizzata annualmente dalla Bob- und Schlittenverband für Deutschland. Si tennero nel corso della stagione agonistica 2019/20 e precisamente il 22 dicembre 2019 ad Oberhof, in Germania, sulla pista omonima; furono disputate gare in quattro differenti specialità: nel singolo femminile, nel singolo maschile, nel doppio e nella gara a squadre.
Le medaglie d'oro furono ottenute da Julia Taubitz nella prova individuale donne, da Johannes Ludwig in quella degli uomini, da Toni Eggert e Sascha Benecken nella gara a coppie; gli stessi Taubitz, Eggert e Benecken insieme a Sebastian Bley primeggiarono nella staffetta.

## Risultati

### Singolo donne
La gara fu disputata il 22 dicembre 2019 nell'arco di due manches e presero parte alla competizione 5 atlete; campionessa uscente era Natalie Geisenberger, non presente al via a seguito della sua pausa per maternità, ed il titolo fu conquistato da Julia Taubitz -il suo primo-, davanti ad Anna Berreiter ed a Jessica Tiebel.

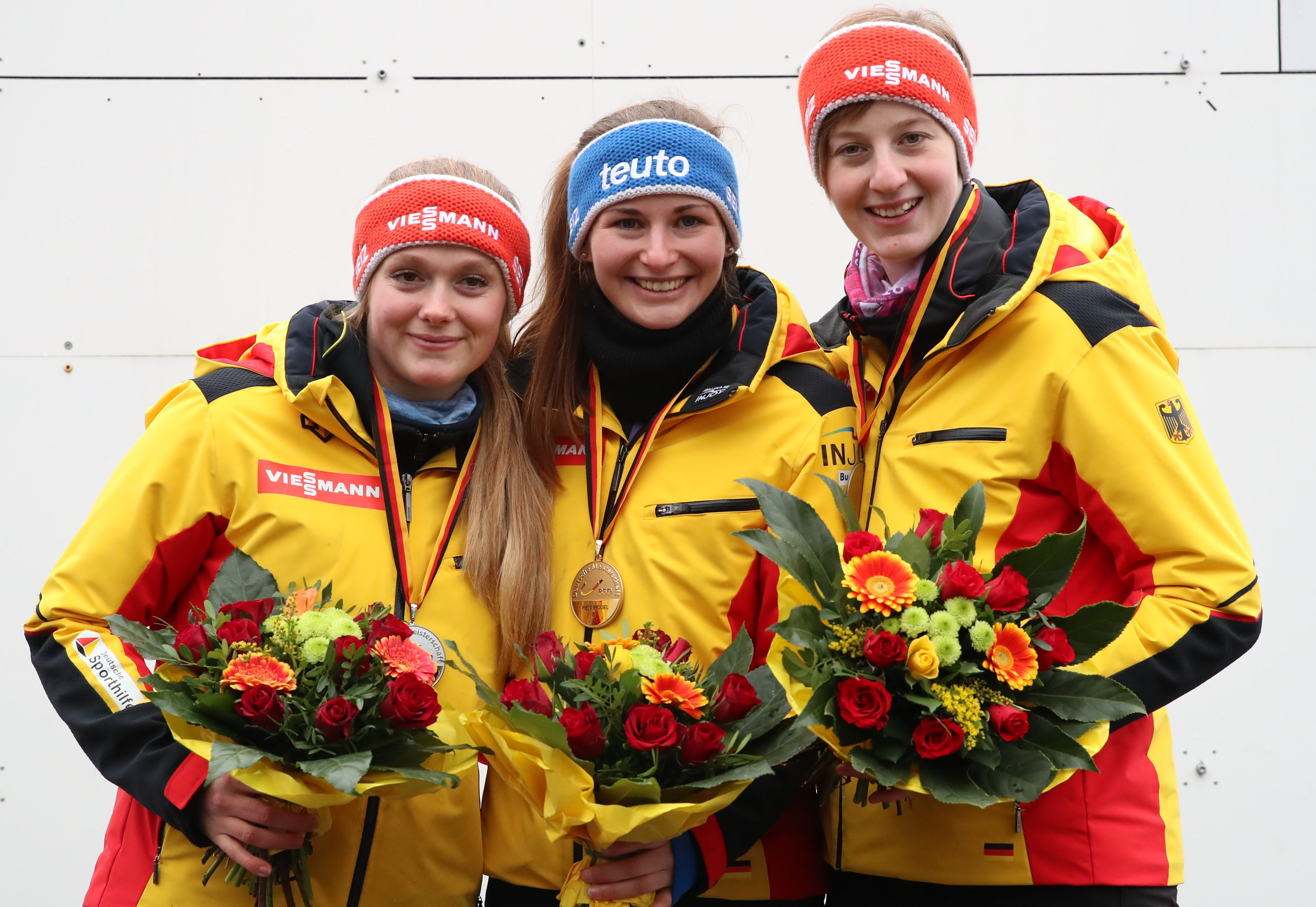
Il podio nella prova del singolare femminile.

| Pos. | Atlete             | Squadre                       | Tempo    | Distacco |
| ---- | ------------------ | ----------------------------- | -------- | -------- |
|      | Julia Taubitz      | WSC Erzgebirge Oberwiesenthal | 1'22"609 | –        |
|      | Anna Berreiter     | RC Berchtesgaden              | 1'22"808 | +0"199   |
|      | Jessica Tiebel     | RRC Altenberg                 | 1'23"107 | +0"498   |
| 4    | Cheyenne Rosenthal | BSC Winterberg                | 1'23"255 | +0"646   |
| 5    | Isabell Richter    | ESV Lok Zwickau               | 1'23"736 | +1"127   |

### Singolo uomini
La gara fu disputata il 22 dicembre 2019 nell'arco di due manches e presero parte alla competizione 8 atleti; campione uscente era Felix Loch, che concluse la prova al terzo posto, ed il titolo fu conquistato da Johannes Ludwig -il suo primo-, davanti a Sebastian Bley.

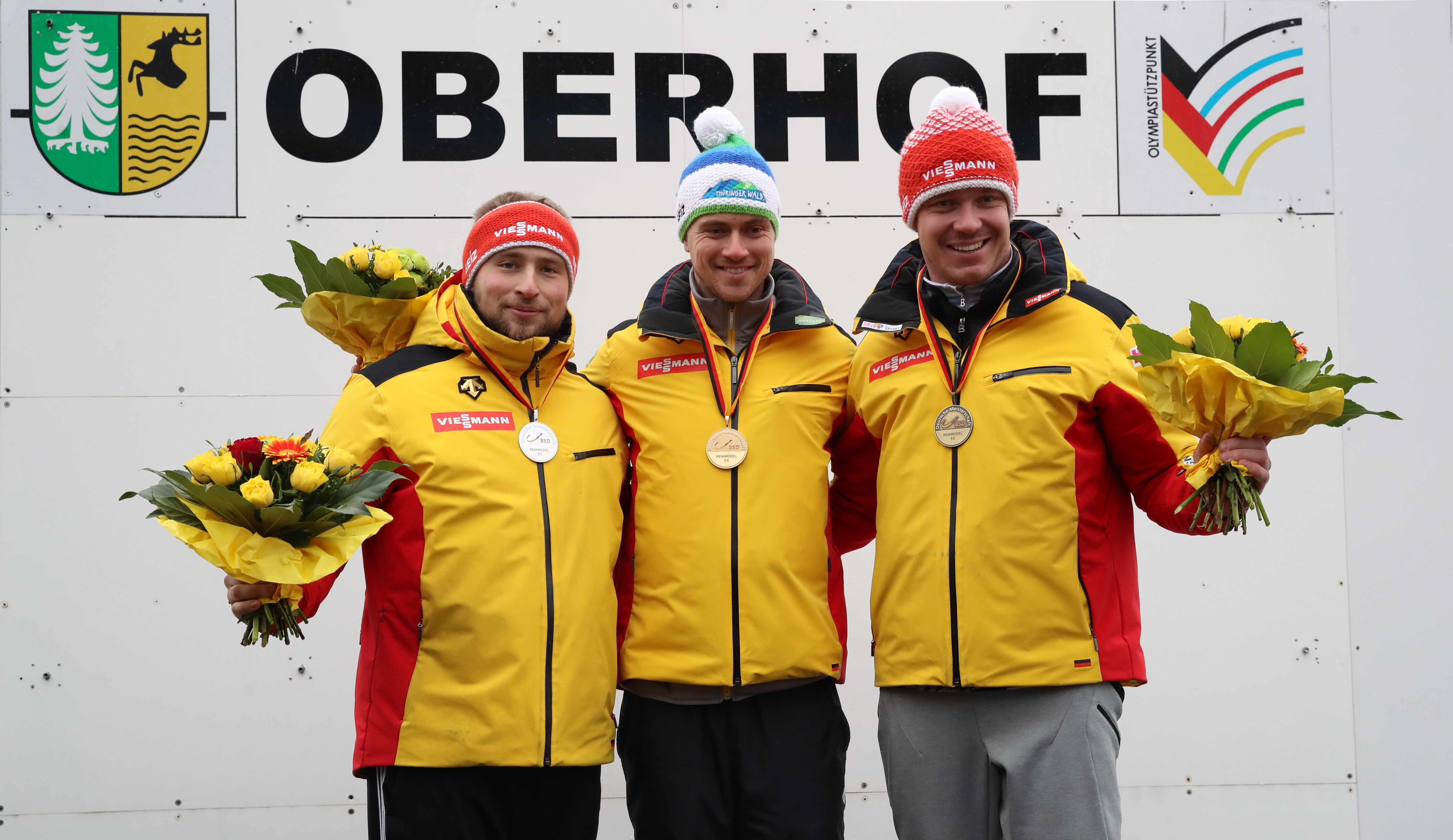
Il podio nella prova del singolare maschile.

| Pos. | Atleti          | Squadre                       | Tempo    | Distacco |
| ---- | --------------- | ----------------------------- | -------- | -------- |
|      | Johannes Ludwig | BSR Oberhof                   | 1'26"124 | –        |
|      | Sebastian Bley  | RT Suhl                       | 1'26"334 | +0"210   |
|      | Felix Loch      | RC Berchtesgaden              | 1'26"560 | +0"436   |
| 4    | Max Langenhan   | BRC 05 Friedrichroda          | 1'26"621 | +0"497   |
| 5    | Florian Müller  | WSC Erzgebirge Oberwiesenthal | 1'26"860 | +0"736   |
| 6    | Moritz Bollmann | RRV Sonneberg/Schalkau        | 1'26"965 | +0"841   |
| 7    | Thomas Jaensch  | RRC Zella-Mehlis              | 1'27"361 | +1"237   |
| 8    | Mathis Ertel    | RRC Altenberg                 | 1'27"534 | +1"410   |

### Doppio
La gara fu disputata il 22 dicembre 2019 nell'arco di due manches e presero parte alla competizione 10 atleti; campioni uscenti erano Robin Geueke e David Gamm, che conclusero la prova al terzo posto, ed il titolo fu conquistato da Toni Eggert e Sascha Benecken -il loro quarto-, davanti a Tobias Wendl e Tobias Arlt.

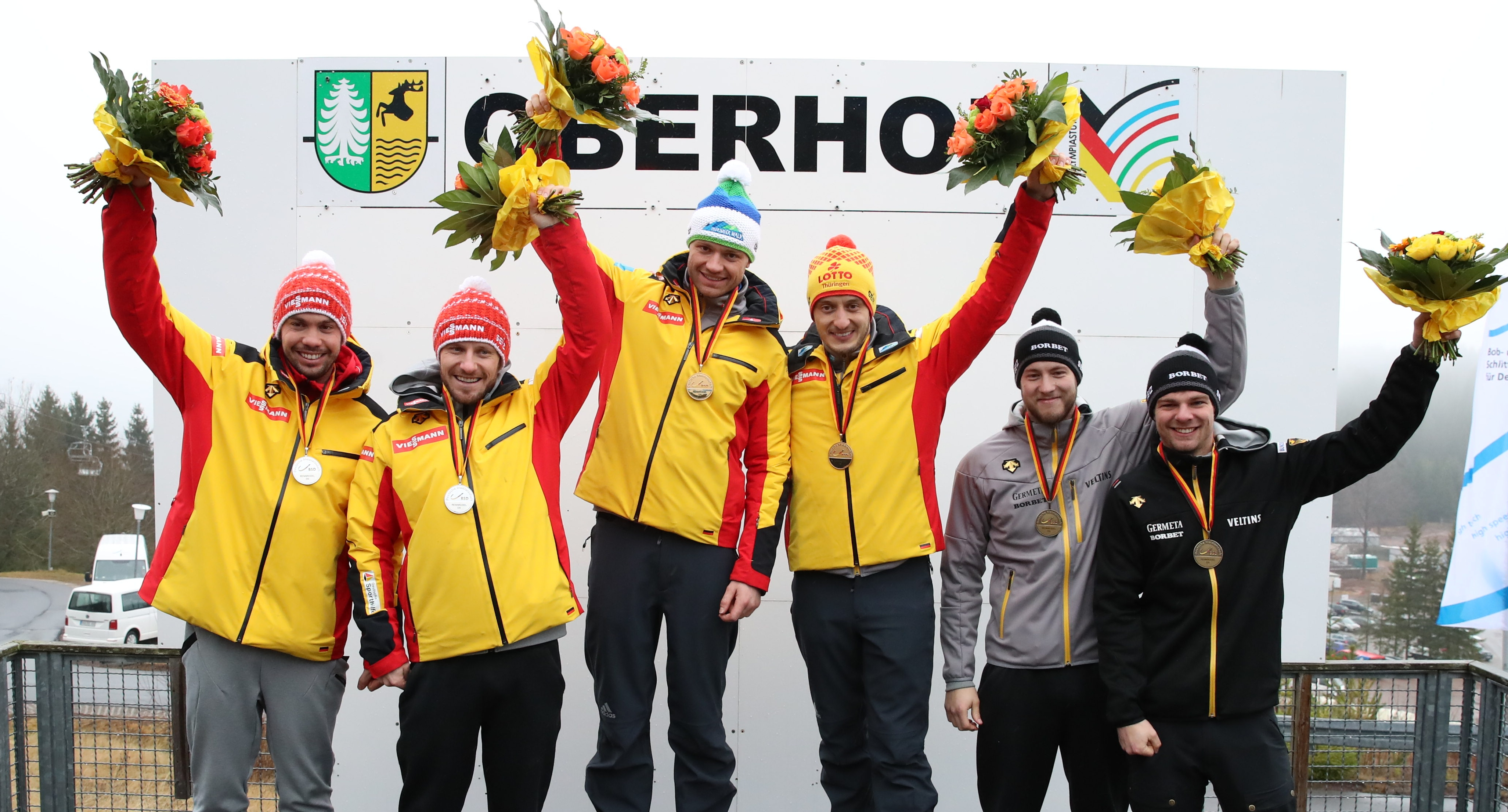
Il podio nella prova a coppie maschile.

| Pos. | Atleti                        | Squadre                        | Tempo    | Distacco |
| ---- | ----------------------------- | ------------------------------ | -------- | -------- |
|      | Toni Eggert Sascha Benecken   | BRC Ilsenburg RT Suhl          | 1'21"713 | –        |
|      | Tobias Wendl Tobias Arlt      | RC Berchtesgaden WSV Königssee | 1'21"875 | +0"162   |
|      | Robin Geueke David Gamm       | BSC Winterberg                 | 1'22"330 | +0"617   |
| 4    | Max Ewald Jakob Jannusch      | RT Suhl RRV Sonneberg/Schalkau | 1'23"593 | +1"880   |
| 5    | Hannes Orlamünder Paul Gubitz | RRC Zella-Mehlis               | 1'35"714 | +14"001  |

### Gara a squadre
La gara fu disputata il 22 dicembre 2019 ed ogni squadra prese parte alla competizione con un'unica formazione; nello specifico la prova vide la partenza di una "staffetta" composta da una singolarista donna, un singolarista uomo ed un doppio, che scesero lungo il tracciato consecutivamente senza interruzione dei tempi tra un componente e l'altro per ognuna delle 5 formazioni in gara; il tempo totale così ottenuto laureò campione la squadra di Julia Taubitz, Sebastian Bley, Toni Eggert e Sascha Benecken davanti al team composto da Jessica Tiebel, Moritz Bollmann, Hannes Orlamünder e Paul Gubitz, mentre le altre tre formazioni furono squalificate per non esser riuscite ad effettuare i cambi in maniera corretta.

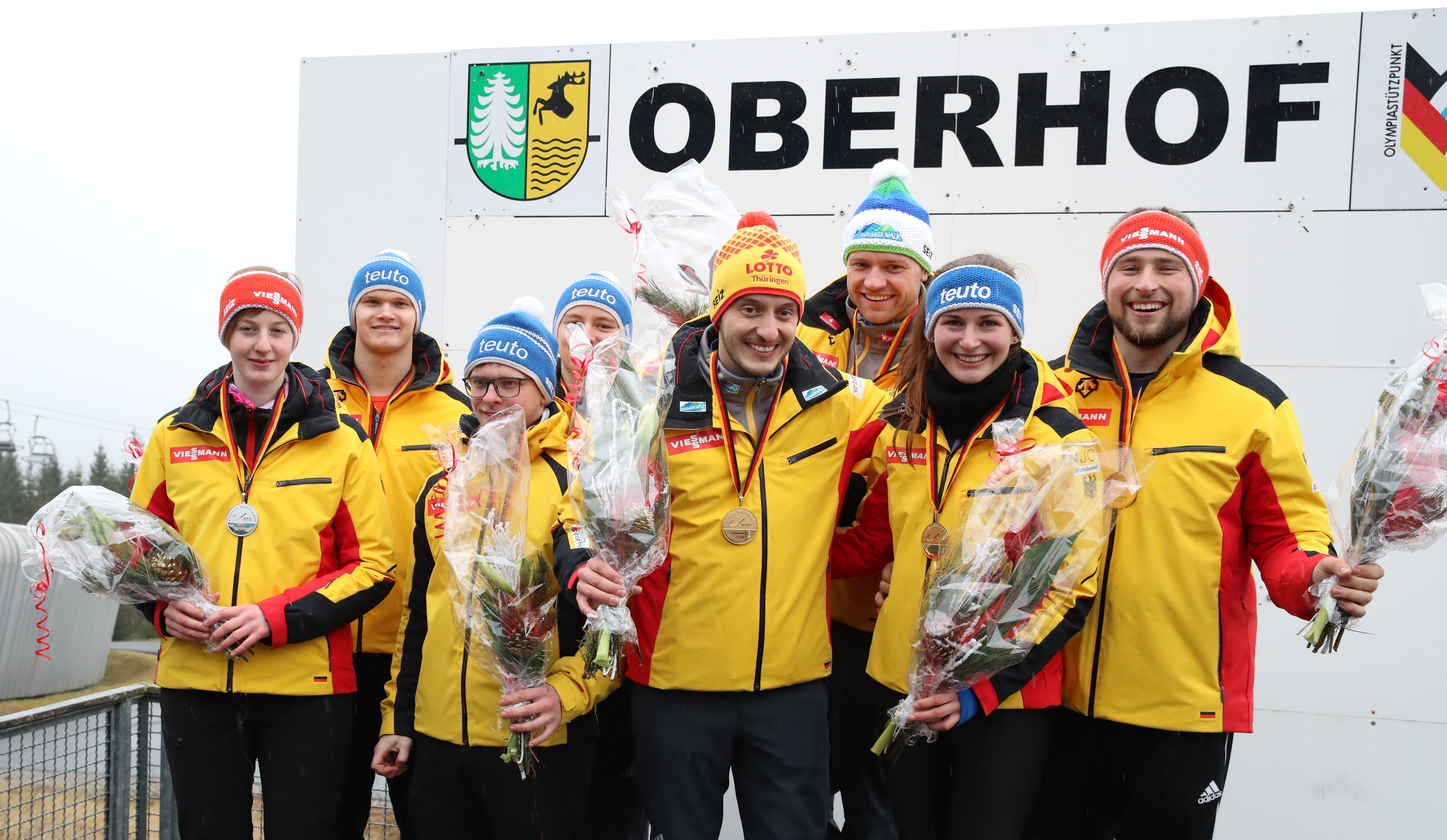
Il podio nella prova a staffetta.

| Pos. | Squadre      | Atleti                                                         | Tempo    | Distacco |
| ---- | ------------ | -------------------------------------------------------------- | -------- | -------- |
|      | Germania IV  | Julia Taubitz Sebastian Bley Toni Eggert / Sascha Benecken     | 2'21"527 | –        |
|      | Germania V   | Jessica Tiebel Moritz Bollmann Hannes Orlamünder / Paul Gubitz | 2'22"686 | +1"159   |
| DSQ  | Germania I   | Cheyenne Rosenthal Max Langenhan Robin Geueke / David Gamm     | –        | –        |
| DSQ  | Germania II  | Isabell Richter Florian Müller Max Ewald / Jakob Jannusch      | –        | –        |
| DSQ  | Germania III | Anna Berreiter Felix Loch Tobias Wendl / Tobias Arlt           | –        | –        |